# Čelkova Lehota
Čelkova Lehota este o comună slovacă, aflată în districtul Považská Bystrica din regiunea Trenčín. Localitatea se află la altitudinea de 455 m deasupra n.m., se întinde pe o suprafață de 3,71 km2 și în 2017 număra 140 de locuitori. Se învecinează cu comuna Čičmany.

## Istoric
Localitatea Čelkova Lehota este atestată documentar din 1471.

## Demografie
| An:                | 1994 | 2004   | 2014   | 2024    |
| ------------------ | ---- | ------ | ------ | ------- |
| Număr de persoane: | 139  | 146    | 141    | 160     |
| Diferență:         |      | +5,03% | −3,42% | +13,47% |

| An:                | 2023 | 2024   |
| ------------------ | ---- | ------ |
| Număr de persoane: | 157  | 160    |
| Diferență:         |      | +1,91% |